# Totális Metál
Totális Metal — дебютный альбом венгерской хеви-метал группы Pokolgép.

## Об альбоме
Группа была основана в 1980 году и являлась одним из основателей хэви-метала в Венгрии. На группу оказали сильное воздействие Judas Priest и Accept.
Дебютный альбом Totális Metal вышел в 1986 году, став первой пластинкой подобного жанра в стране. В его поддержку в 1985 году также вышел сингл «A Sátán / A Maszk». Альбом был первоначально выпущен на виниле и кассете, но в 2003 году был переиздан лейблом Hungaroton на CD с бонус-треками.
Вся музыка написана Pokolgép. Все тексты написаны Feró Nagy.

## Список композиций
- Сторона А
  1. A jel (3:26)
  2. Pokolgép (3:06)
  3. Démon (4:09)
  4. А tűz (2:54)
  5. B.S. emlékére (В память о Bon Scott) (4:04)
- Сторона B
  1. Totális metal (3:35)
  2. Mennyit érsz? (3:47)
  3. Átkozott nemzedék (3:52)
  4. Mindhalálig rock and roll (3:20)
  5. …tovább (3:36)
- Компакт-диск бонусы
  1. Kegyetlen asszony (4:40)
  2. Gép-induló (Live 1990) (4:45)

## Участники
- József Kalapács — вокал
- Gábor Kukovecz — гитара
- László Nagyfi — гитара, вокал
- György Pazdera — бас
- László Tarcza — барабаны